# Helma Hager
Helma Hager (* 27. Dezember 1894 in Wieck a. Darß; † 2. Februar 1978 in Berlin) war eine deutsche Politikerin (CDU). Sie war von 1951 bis 1955 Mitglied des Abgeordnetenhauses von Berlin.

## Leben
Hager besuchte das Lyzeum in Graudenz. Sie trat 1914 in den Postdienst der Reichspost ein und war zuletzt als Oberpostsekretärin tätig. Von 1924 bis 1933 war sie Mitglied der Zentrumspartei.
1945 trat Hager in die CDU ein. Von 1948 bis 1950 war sie Mitglied der Bezirksverordnetenversammlung im Bezirk Tempelhof. Bei der Wahl im Dezember 1950 wurde sie in das Berliner Abgeordnetenhaus gewählt, dem sie bis 1955 angehörte.